# Меймене
Меймене́ (дарі میمنه Maymana) — місто на півночі Афганістану (узб. Маймана/Maymana) недалеко від кордону з Туркменістаном, центр провінції Фар'яб.

## Географія
Розташоване за 400 км на північний захід від афганської столиці — Кабула.

### Клімат
Місто знаходиться у зоні, котра характеризується середземноморським кліматом. Найтепліший місяць — липень із середньою температурою 26.7 °C (80.1 °F). Найхолодніший місяць — січень, із середньою температурою 2 °С (35.6 °F).
| Клімат Меймене          | Клімат Меймене | Клімат Меймене | Клімат Меймене | Клімат Меймене | Клімат Меймене | Клімат Меймене | Клімат Меймене | Клімат Меймене | Клімат Меймене | Клімат Меймене | Клімат Меймене | Клімат Меймене | Клімат Меймене |
| Показник                | Січ.           | Лют.           | Бер.           | Квіт.          | Трав.          | Черв.          | Лип.           | Серп.          | Вер.           | Жовт.          | Лист.          | Груд.          | Рік            |
| Середня температура, °C | 2              | 3,9            | 8,4            | 14,7           | 19,4           | 24,4           | 26,7           | 24,8           | 20             | 14,3           | 9              | 5              | 14,4           |
| Норма опадів, мм        | 50.3           | 60.9           | 82.2           | 59             | 25.9           | 1.1            | 0.4            | 0              | 0.2            | 9.2            | 20.6           | 44.5           | 354.3          |
| Днів з опадами          | 5              | 6,9            | 10,7           | 9,6            | 4              | 0,1            | 0,1            | 0,1            | 0,1            | 2              | 4              | 5              | 47,6           |
| Вологість повітря, %    | 73.9           | 72.3           | 72.3           | 66.5           | 51.6           | 37.1           | 33.4           | 33.5           | 38.2           | 48.2           | 59.7           | 70.4           | 54.8           |
| ----------------------- | -------------- | -------------- | -------------- | -------------- | -------------- | -------------- | -------------- | -------------- | -------------- | -------------- | -------------- | -------------- | -------------- |
| Джерело: Weatherbase    |                |                |                |                |                |                |                |                |                |                |                |                |                |

## Населення
В XIX столітті населення міста становило 15-18 тисяч чоловік
В 1958 році в місті проживало 30 000 осіб, у 1979 — 38 250, в 1982 — 56 973. В 2004 році населення міста становило 75 900 чоловік.